# Gradišče (gmina Šmartno pri Litiji)
Gradišče – wieś w Słowenii, w gminie Šmartno pri Litiji. W 2018 roku liczyła 78 mieszkańców.